# SMS Prinz Eugen
El SMS Prinz Eugen fue un acorazado tipo  dreadnought de la KuK Kriegsmarine (Real e Imperial Marina de Guerra) del Imperio austrohúngaro perteneciente a la clase Tegetthoff. 

## Historial
El Prinz Eugen fue construido por los astilleros Stabilimento Técnico Triestino  de Trieste.
El 23 de mayo de 1915, tras la entrada en la guerra del reino de Italia, el Prinz Eugen  participó en el bombardeo de Ancona. También actuó en el intento de romper el bloqueo del Canal de Otranto entre el 8 y el 10 de junio de 1918.
El 31 de octubre de 1918 el Emperador Carlos cedió la totalidad de la Marina Austrohúngara y la flota mercante, con todos sus puertos, arsenales y fortificaciones costeras al Consejo Nacional del Estado, por lo que el Prinz Eugen estaba incluido en su entrega en el puerto de Pola.
Tras la caída del Imperio austrohúngaro, el buque fue capturado y en él ondeó la bandera italiana desde el 5 de noviembre hasta el 18 de diciembre de 1918. 
Tras la Primera Guerra Mundial fue asignado a la Armada Francesa en 1919 como botín de guerra siendo finalmente desarmado y parcialmente desmantelado antes de usarse como blanco naval en un entrenamiento de artillería naval, en el que participaron los acorazados París, Jean Bart, Bretagne y France. 